# 卡穆庫國家公園
卡穆庫國家公園（英語：Kamuku National Park）是西非國家尼日利亞的國家公園，位於該國中部卡杜納州，佔地約1,120平方公里，成立於1999年，野生動物有馬羚、麂羚、狷羚、狒狒、疣豬、赤猴、蛇鷲等。